# جابه‌جایی کانال رودخانه
جابه‌جایی کانال رودخانه (انگلیسی: River channel migration) فرایندی ژئومورفولوژیکی است که طی آن یک کانال رودخانه آبرفتی در سطح دشت سیلابی خود جابه‌جا می‌شود. این فرایند عمدتاً بر اثر ترکیب فرسایش کناره‌ای و نهشته‌شدن سد نقطه‌ای در یک زمان روی می‌دهد. جابه‌جایی کانال رودخانه سرآغاز تشکیل پیچان‌رود است. در رودخانه‌های شریانی تغییرات آبراهه بر اثر فرایند انتقال رسوب هدایت می‌شود.

## ویژگی‌ها
پدیده‌ها و عوارضی که معمولاً در فرایند جابه‌جایی کانال رودخانه دیده می‌شوند عبارت است از: سد نقطه‌ای، کناره بریده، پیچان‌رود، دشت سیلابی و دریاچه طوقی.

## اندازه‌گیری و مدل‌سازی
روش‌های اندازه‌گیری میزان جابه‌جایی کانال رودخانه بسته به مقیاس زمانی متفاوت هستند. در دوره زمانی بلندمدت، شواهد رسوب‌شناختی، شواهد گیاه‌شناختی و منابع تاریخی مورد استفاده قرار می‌گیرند. در مقیاس زمانی میان‌مدت، از نقشه‌برداری مساحت و مقاطع عرضی رودخانه استفاده می‌شود. در بازه زمانی کوتاه‌مدت نیز از روش‌های فتوگرامتری زمینی و نقاط فرسایشی بهره‌گیری می‌شود.
برای مدل‌سازی جابه‌جایی کانال رودخانه در طی زمان، می‌توان از توابع متعامد خطوط فرسایشی در مجموعه‌های مشخص سدهای نقطه‌ای استفاده کرد. این توابع در تشخیص و تعیین مسیرهای جابه‌جایی کانال رودخانه در آینده کاربرد دارد. از مدل‌سازی الگوهای پیچان‌رودی نیز می‌توان در بسیاری از کابردهای فیزیکی استفاده نمود.